# 東ウジムチン旗
東ウジムチン旗（とうウジムチンき、モンゴル語：ᠵᠡᠭᠦᠨ
ᠦᠵᠦᠮᠦᠴᠢᠨ
ᠬᠣᠰᠢᠭᠤ、転写：Jegün Ujumučin qosiɣu）は、中華人民共和国内モンゴル自治区シリンゴル盟に位置する旗。地方政府はウリヤスタイ・バルガス（烏里雅斯太鎮）にある。
ウジムチンはモンゴル語で葡萄山の人を意味する。漢族の多数居住するシリンホトからは240km離れており、盟内で一番遠い。モンゴル族人口は4万を超え全体の60%以上を占める。牧畜が主で、近年は観光が発展する。この旗のオボー祭りの伝統習俗は内モンゴル地区内でも比較的完全な形を残す。

## 行政区画
6バルガス（鎮）、4ソム（蘇木）を管轄
- バルガス（鎮）
  - ウリヤスタイ・バルガス（烏里雅斯太鎮）
  - ドードノール・バルガス（道特淖爾鎮）
  - ハドブチ・バルガス（嘎達布其鎮）
  - マンダフボラグ・バルガス（満都胡宝拉格鎮）
  - エージノール・バルガス（額吉淖爾鎮）
  - バインホショー・バルガス（巴音胡碩鎮）
- ソム
  - フルートノール・ソム（呼熱図淖爾蘇木）
  - サマイ・ソム（薩麦蘇木）
  - ハフル・ソム（嘎海楽蘇木）
  - アルタンヒル・ソム（阿拉坦合力蘇木）